# Ironton (Ohio)
Ironton és una població dels Estats Units a l'estat d'Ohio. Segons el cens del 2005 tenia 11.417 habitants.

## Demografia
Segons el cens del 2000, Ironton tenia 11.211 habitants, 4.906 habitatges, i 3.022 famílies. La densitat de població era de 1.048,1 habitants per km².
Dels 4.906 habitatges en un 25,9% hi vivien nens de menys de 18 anys, en un 43,6% hi vivien parelles casades, en un 14,3% dones solteres, i en un 38,4% no eren unitats familiars. En el 35,3% dels habitatges hi vivien persones soles el 18% de les quals corresponia a persones de 65 anys o més que vivien soles. El nombre mitjà de persones vivint en cada habitatge era de 2,22 i el nombre mitjà de persones que vivien en cada família era de 2,85.
Per edats la població es repartia de la següent manera: un 21,8% tenia menys de 18 anys, un 7,9% entre 18 i 24, un 24,6% entre 25 i 44, un 24,5% de 45 a 60 i un 21,2% 65 anys o més.
L'edat mediana era de 42 anys. Per cada 100 dones de 18 o més anys hi havia 77 homes.
La renda mediana per habitatge era de 23.585 $ i la renda mediana per família de 35.014 $. Els homes tenien una renda mediana de 31.702 $ mentre que les dones 24.190 $. La renda per capita de la població era de 15.391 $. Aproximadament el 17,2% de les famílies i el 23,1% de la població estaven per davall del llindar de pobresa.

## Poblacions més properes
El següent diagrama mostra les poblacions més properes.